# Monopetalanthus heitzii
Espèce
Synonymes
- Aphanocalyx microphyllus subsp. microphyllus[2]
- Monopetalanthus heitzii Pellegr.[2]
- Monopetalanthus heitzii sensu auct.[2]
- Monopetalanthus microphyllus Harms[2]
- Monopetalanthus pectinatus "sensu auct., p.p."[2]

Statut de conservation UICN

 NT  : Quasi menacé
Monopetalanthus heitzii est une espèce de plantes à fleurs de la famille des Fabaceae.
Selon Plants of the World Online, c'est un synonyme de Aphanocalyx heitzii (Pellegr.) Wieringa. Selon ce site, c'est un arbre trouvé en Afrique de l'Ouest (Cameroun, Guinée équatoriale, Gabon) et vivant en milieu tropical humide.

## Publication originale
- Bulletin de la Société Botanique de France 84: 642. 1937.